# Belize nos Jogos Olímpicos de Verão de 1992
Belize competiu nos Jogos Olímpicos de Verão de 1992 em Barcelona, Espanha.

## Resultados por Evento

### Atletismo
100 m masculino
- Emery Paul Gill
  - Eliminatórias — 11.51 (→ did not advance, 75th place)

Salto em distância masculino
- Elston Shaw
  - Classificatória — 6,57 m (→ não avançou, 44º lugar)

Salto triplo masculino
- Elston Shaw
  - Classificatória — 13,56 m (→ não avançou, 44º lugar)

### Ciclismo
Estrada Individual feminino
- Stephanie Sous
  - Final — não terminou (→ sem classificação)